# Claude Lowitz
Pour les articles homonymes, voir Lowitz.
Claude Lowitz est un footballeur français né le 29 mai 1962 à Figeac dans le département du Lot. Il évolue au poste de défenseur du début des années 1980 au début des années 1990.

## Biographie
Défenseur polyvalent, il évolue de préférence dans le couloir gauche. 
International Olympique, il accomplit une honnête carrière professionnelle portant le maillot de grandes formations de Division 1 comme le Paris SG, l'Olympique de Marseille ou le FC Nantes. Son principal titre est celui de champion de France remporté avec le club de la capitale en 1986.
Avec le FC Metz, lors de la Coupe d'Europe des vainqueurs de coupe, Il fait prend également part à l'un des plus grands exploits du football français, battant le FC Barcelone au Camp Nou 4-1 et se qualifiant pour les 8e de finale de la compétition,,,.
Éliminés par le Dynamo Dresde au tour suivant, l'exploit des Messins de battre le Barça à domicile reste inégalé par un club français jusqu'au triplé de Kylian Mbappé en 2021 qui permet au PSG de reproduire le score de 4-1 des Lorrains,.

### Carrière d'entraîneur
- Saint-Pierre La Réunion
- 2006 :  Shanghai Dongya FC
- 2006-2008 :  Genbao Football Base Chongming Shanghaï (Centre de Formation)
- depuis 2008 :  Directeur du pôle espoir de La-Plaine-des-Cafres (La Réunion)

## Palmarès
- International Olympique
- Champion de France en 1986 avec le PSG
- Champion de France de Division 2 en 1982 avec Toulouse